# Sergio Cervato
Sergio Cervato (22. březen 1929 Carmignano di Brenta, Italské království – 9. říjen 2005 Florencie, Itálie) byl italský fotbalový obránce.
Od roku 1948 byl hráčem Fiorentiny a zůstal zde hrát jedenáct sezon. V klubu fialek získal jeden titul a to v sezoně 1955/56. V následující sezoně hrál ve finále o pohár PMEZ. Utkání skončilo 0:2 pro Real Madrid. Nastoupil celkem do 334 utkání a vstřelil v nich 31 branek. Byl velice neomylný při zahrávání penalt. V roce 1959 přestoupil do Juventusu, kde odehrál tři sezony. Za tři sezony získal dva tituly v lize (1959/60, 1960/61) a dva domácí poháry (1958/59, 1959/60). Fotbalovou kariéru zakončil v roce 1965 v klubu SPAL.
Za reprezentaci odehrál 28 utkání. Byl na MS 1954.

## Hráčská statistika
| Sezóna  | Klub       | Liga    | Liga   | Liga | Ligové poháry | Ligové poháry | Ligové poháry | Kontinentální poháry | Kontinentální poháry | Kontinentální poháry | Celkem | Celkem |
| Sezóna  | Klub       | Soutěž  | Zápasy | Góly | Soutěž        | Zápasy        | Góly          | Soutěž               | Zápasy               | Góly                 | Zápasy | Góly   |
| ------- | ---------- | ------- | ------ | ---- | ------------- | ------------- | ------------- | -------------------- | -------------------- | -------------------- | ------ | ------ |
| 1947/48 | Bolzano    | Serie B | 17     | 0    | -             | 0             | 0             | -                    | 0                    | 0                    | 17     | 0      |
| 1948/49 | Fiorentina | Serie A | 18     | 0    | -             | 0             | 0             | -                    | 0                    | 0                    | 18     | 0      |
| 1949/50 | Fiorentina | Serie A | 36     | 2    | -             | 0             | 0             | -                    | 0                    | 0                    | 36     | 2      |
| 1950/51 | Fiorentina | Serie A | 37     | 4    | -             | 0             | 0             | -                    | 0                    | 0                    | 37     | 4      |
| 1951/52 | Fiorentina | Serie A | 28     | 1    | -             | 0             | 0             | -                    | 0                    | 0                    | 28     | 1      |
| 1952/53 | Fiorentina | Serie A | 31     | 2    | -             | 0             | 0             | -                    | 0                    | 0                    | 31     | 2      |
| 1953/54 | Fiorentina | Serie A | 33     | 3    | -             | 0             | 0             | -                    | 0                    | 0                    | 33     | 3      |
| 1954/55 | Fiorentina | Serie A | 18     | 0    | -             | 0             | 0             | -                    | 0                    | 0                    | 18     | 0      |
| 1955/56 | Fiorentina | Serie A | 33     | 5    | -             | 0             | 0             | -                    | 0                    | 0                    | 33     | 5      |
| 1956/57 | Fiorentina | Serie A | 30     | 5    | -             | 0             | 0             | PMEZ                 | 7                    | 0                    | 37     | 5      |
| 1957/58 | Fiorentina | Serie A | 27     | 4    | IP            | 9             | 0             | -                    | 0                    | 0                    | 36     | 4      |
| 1958/59 | Fiorentina | Serie A | 25     | 5    | IP            | 2             | 0             | -                    | 0                    | 0                    | 27     | 5      |
| 1959    | Juventus   | Serie A | 0      | 0    | IP            | 2             | 3             | -                    | 0                    | 0                    | 2      | 3      |
| 1959/60 | Juventus   | Serie A | 34     | 6    | IP            | 3             | 2             | -                    | 0                    | 0                    | 37     | 8      |
| 1960/61 | Juventus   | Serie A | 28     | 1    | IP            | 2             | 1             | PMEZ                 | 2                    | 0                    | 32     | 2      |
| 1961/62 | SPAL       | Serie A | 32     | 5    | -             | 0             | 0             | -                    | 0                    | 0                    | 32     | 5      |
| 1962/63 | SPAL       | Serie A | 29     | 0    | -             | 0             | 0             | -                    | 0                    | 0                    | 29     | 0      |
| 1963/64 | SPAL       | Serie A | 27     | 2    | -             | 0             | 0             | -                    | 0                    | 0                    | 27     | 2      |
| 1964/65 | SPAL       | Serie B | 3      | 0    | -             | 0             | 0             | -                    | 0                    | 0                    | 3      | 0      |
| Celkem  | Celkem     | Celkem  | 469    | 45   | -             | 18            | 6             | -                    | 9                    | 0                    | 496    | 51     |

## Hráčské úspěchy

### Klubové
- 3× vítěz italské ligy (1955/56, 1959/60, 1960/61)
- 2× vítěz italského poháru (1958/59, 1959/60)

### Reprezentační
- 1× na MS (1954)
- 2× na MP (1948–1953, 1955–1960)